# Галмей
Галмей (нім. Galmei) — назва двох цинкових руд з багатим вмістом цинку.
Благородний Галмей, або цинковий шпат (ZnCO3), зрідка зустрічається у вигляді виразних ромбоедричних кристалів, найчастіше ниркоподібний, сталактитовидний, іноді з дрібнозернистими масами, сіруватого, коричнево-жовтого або брудно-зеленого кольору. Питома вага 4,5.
Кремнекислий Галмей або силікатноцинкова руда(Zn, SiO 4H2О або Zn2SiO4 + Н2О); його кристали ромбічної системи розвивають на кінцях різнойменні електричні потенціали; він частіше зустрічається волокнистими, дрібнозернистими або землистими масами; колір — як і у благородного Галмею. Обидві породи зустрічаються майже завжди разом (Альтенберг поблизу Аахена, Тарновиця в Сілезії, Оденвальд, Каринтія, Матлок в Англії, Нерчинськ, штат Вісконсин).

## Хімія
Для добування цинку збагачений концентрат руди випалюють:
{\displaystyle {\ce {ZnCO3 = ZnO + CO2}}}
Оксид цинку відновлюють вуглецем:
{\displaystyle {\ce {ZnO + C = Zn + CO}}}

## Цікаво
У середньовіччі Галмей (cadmia) означав: 
1) власне галмей (мінерал), Агрікола називає його cadmia fossilis — мінеральним галмеєм.
2) пічний пригарок плавильних печей (пічний галмей) .